# 小行星9033
小行星9033（9033 Kawane）是一颗围绕太阳公转的小行星。1990年1月4日，秋山万喜夫、古田俊正在Susono发现了此天体。
該小行星以日本靜岡縣中部榛原郡的川根町命名。
这颗小行星的绝对星等为301.6524160582213等。